# بحيرة لوب نور
تقع في قارة آسيا في منطقة تركستان الصينية في غرب الصين تشرف عليها من الغرب جبال استان طاغ يغذيها نهر تاريم الذي يصب فيها في الجزء الجنوبي من ساحلها قادماً من الغرب وقد أدت كثرة اللحقيات التي يحملها هذا النهر معه في كل عام إلى تشكيل حاجز في قلب البحيرة أدى إلى قسمها قسمين، تشير بعض الدراسات الصينية أن البحيرة كانت في ما سبق مياهها عذبة، وتم العثور على عدد كبير من النباتات المائية فيها.

## موقع للتجارب النووية
استعملت الصين موقع لوب نور لإجراء اختبار الأسلحة النووية. حيث شهد الموقع 45 تفجيرا نوويا ما بين 1964 و1996، كان 23 منها جويا آخرها سنة 1980. أما 22 الباقية فكانت تحت الأرض آخرها سنة 1996.

## وصلات خارجية
بحيرة لوب نور كانت عذبة المياه في القديم 